# Acajutla
Acajutla è un comune della parte sud-occidentale del dipartimento di Sonsonate, in El Salvador, che si affaccia sull'oceano Pacifico.
La città è il principale porto del paese e da qui partono le esportazioni di caffè, zucchero e balsamo.